# Поддубровский сельсовет
Поддубровский сельсове́т — сельское поселение в Усманском районе Липецкой области. 
Административный центр — село Поддубровка.

## История
В соответствии с законами Липецкой области №114-оз от 02.07.2004 и №126-оз от 23.09.2004 сельсовет наделён статусом сельского поселения, установлены границы муниципального образования.

## Население
| 2010  | 2012  | 2013  | 2014  | 2015  | 2016  | 2017  |
| ----- | ----- | ----- | ----- | ----- | ----- | ----- |
| 1508  | ↘1481 | ↘1421 | ↗1438 | ↘1417 | ↗1421 | ↗1428 |
| 2018  | 2021  |       |       |       |       |       |
| ↘1426 | ↘1420 |       |       |       |       |       |

## Состав сельского поселения
| № | Населённый пункт | Тип населённого пункта       | Население |
| - | ---------------- | ---------------------------- | --------- |
| 1 | Арзыбовка        | село                         | →108      |
| 2 | Демшино          | село                         | →351      |
| 3 | Крутчик          | село                         | →36       |
| 4 | Поддубровка      | село, административный центр | →1013     |